# Vicomté de Donges
Pour les articles homonymes, voir Donges.
Après la victoire d'Alain Barbe-Torte sur les Scandinaves, le nouveau duc de Bretagne crée de puissants fiefs capables de résister à de nouveaux agresseurs. La protection des rives de la Loire est assuré au nord par la vicomté de Donges. 

## Situation

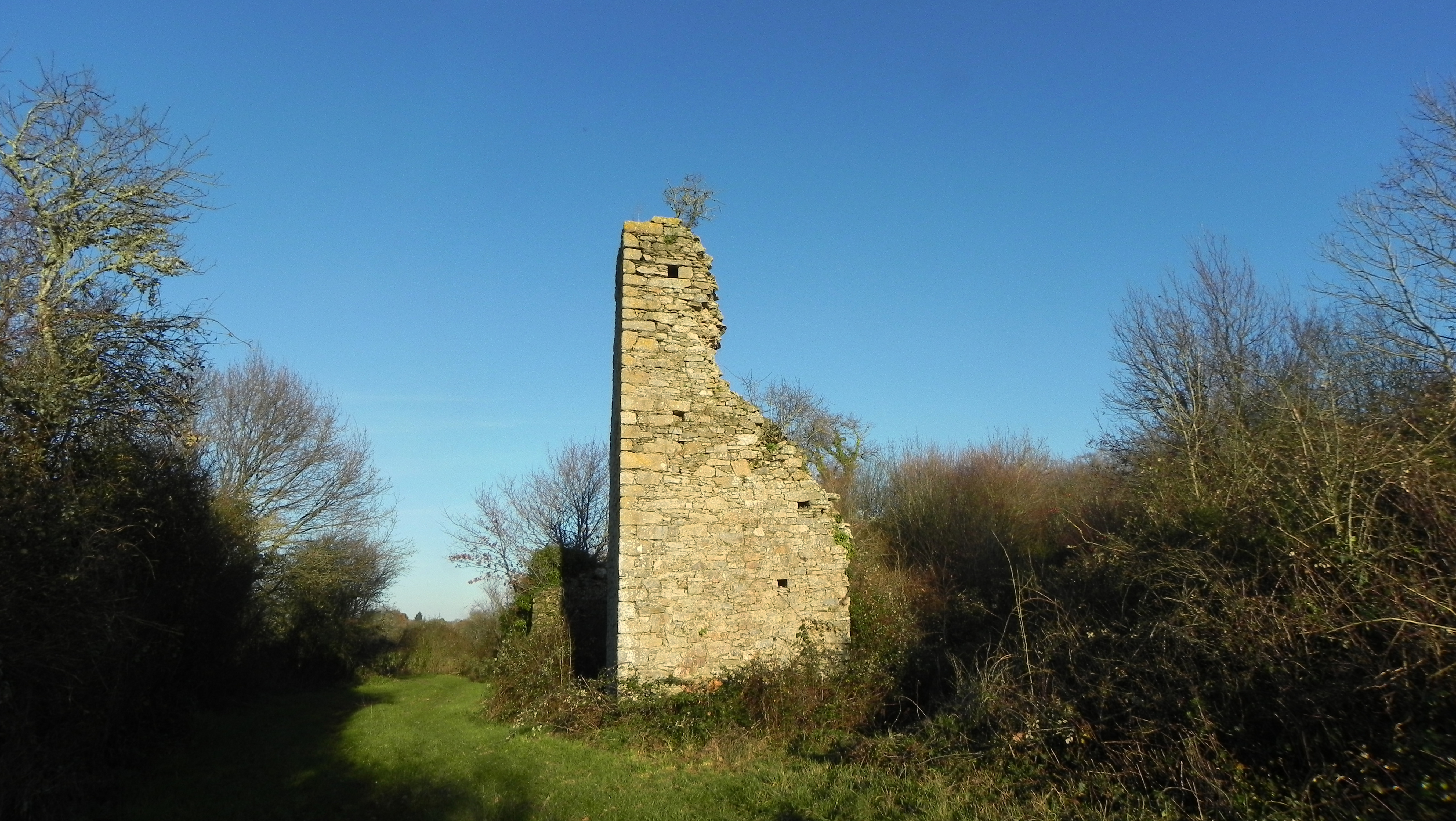
Château de Lorieux, Siège de la Vicomté

La vicomté s'étend de Pornichet à Cordemais. Il comprenait, à l'origine, la châtellenie de Saint-Nazaire et la seigneurie de Lavau, qui en furent démembrées. La baronnie de la Roche en Savenay fut plusieurs fois unis puis démembrée de la vicomté de Donges. 
La haute justice de Donges s'étendait en onze paroisses : Donges, Montoir, Cordemais, Crossac, Prinquiau, Lavau, la Basse Chapelle-Launay, Pontchâteau, Savenay, Malville et le Temple-Maupertuis.

### Mouvances
La plupart des terres nobles situées en Donges, Crossac et Montoir-de-Bretagne :
- Seigneurie de l'Angle, Crossac
- Seigneurie de Crévy, Sainte-Reine-de-Bretagne, cédée à la Baronnie de Pontchâteau.

Mouvances de la vicomté de Donges et de la baronnie de la Roche en Savenay
- Seigneurie de La Cour de Bouée
- Bouée : la partie centrale du territoire, la Rostannerie, la Paclais jusqu’à la Bazillais.

## Histoire

### Haut Moyen Âge
Donges subit aux IIIe et Ve siècles les invasions saxonnes, puis bretonnes et vikings au IXe siècle. Au XIe siècle le comte de Nantes construit un château fort. Conan III fait raser le château au XIIe siècle, les vicomtes vont alors s'installer dans une autre forteresse, le château de Lorieux à Crossac.

### Bas Moyen Âge
En 1423, le vicomte de Donges Jean III de Rieux ampute son domaine de sa partie ouest au profit de sa sœur Marguerite de Rieux pour créer la vicomté de Saint-Nazaire.